# Qafë Thanë
Qafë Thanë (Albanees: Qafë Thanë; Macedonisch: Ќафаса) is een bergpas in Albanië nabij de oever van het Meer van Ohrid.
De pas ligt helemaal in het oosten van het land en op de pas bevindt zich een gelijknamige grenspost tussen Albanië en Macedonië. Dit is een van de belangrijkste routes tussen de twee landen.